# Universitetets Apotek
Universitetets Apotek (även Universitetsapoteket, finska Yliopiston Apteekki) är en finländsk apotekskedja som ägs av Helsingfors universitet, och är Finlands största apoteksrörelse. År 2017 hade koncernen en omsättning på 292 miljoner euro. 
Universiversitetets Apotek grundades i Åbo år 1775 som en del av Kungliga Akademien. Apoteket är ett samhälleligt företag vars vinst används årligen till förmån för finsk undervisning och forskning. Förutom apoteken har företaget även nätapotek samt hälsotjänster.

## Verksamhet i Finland
Apotekskedjan har ett huvudapotek i Helsingfors, 16 filialapotek i andra delar av Finland, en Ego-butik i Esbo och nätbutiken ya.fi.
Apoteket på Puistokatu i Jyväskylä lades ner 2020. 
- Esbo
- Björneborg
- Helsingfors
  - Mannerheimvägen 5
  - Mannerheimvägen 96
  - Malm
  - Vik
- Joensuu
- Jyväskylä
- Kemi
- Lahtis
- Nyslott
- Salo
- Tammerfors
- Uleåborg
- Vanda
- Villmanstrand
- Åbo

## Universitetets Apotek utomlands
Företaget var också verksamt i Ryssland sedan 2006 under namnet Universitetskaja Apteka. Det fanns apotek i S:t Petersburg och dess omgivningar fram till våren 2022. Andelen av koncernens försäljning var cirka 5 %.Tidigare har koncernen varit verksamt i Estland under namnet Ülikooli Apteek. 
I slutet av 2008 drevs tio apotek i Estland och åtta apotek i S:t Petersburg.